# Lorena Bedoya
Lorena Bedoya Durango (* 6. Oktober 1997 in Bello) ist eine kolumbianische Fußballspielerin.

## Karriere

### Klub
Bis Ende 2017 spielte sie für América de Cali und wechselte danach zu Atlético Nacional. Nach zwei Jahren hier ging es für sie dann ab Anfang 2020 in Spanien weiter, wo sie nun für Deportivo La Coruña bis zum Ende der Saison 2020/21 auflief. Danach kehrte sie erst einmal in ihre Heimat zurück und spielte wieder vorübergehend bei Nacional. Im Oktober 2021 folgte dann ihr Wechsel auf Leihbasis zu Deportivo Cali. Hier blieb sie aber auch nur bis zum Januar des Folgejahres und kehrte dann für ein paar weitere Monate zu Nacional zurück.
Im August kehrte sie dann nach Europa zurück, wo sie sich diesmal auf Zypern dem Apollon Ladies FC anschloss. Bereits im Januar 2023 verließ sie die Insel aber schon wieder, um sich in Brasilien nun dem Real Brasília FC anzuschließen.

### Nationalmannschaft
Für die kolumbianische A-Nationalmannschaft hatte sie ihr Debüt am 21. September 2021 bei einem Freundschaftsspiel gegen Marokko. Danach nahm sie mit der Copa América 2022 an ihrem ersten großen Turnier teil. Hier kam sie in jeder Partie zum Einsatz und bereitete im Gruppenspiel gegen Chile auch noch ein Tor vor. Am Ende verlor man hier das Finale aber gegen Rekordmeister Brasilien mit 0:1. Mit dem Finaleinzug gelang aber zumindest auch die Qualifikation für die Fußball-Weltmeisterschaft der Frauen 2023.
Am 4. Juli 2023 wurde sie für den finalen Kader bei der Weltmeisterschaft 2023 nominiert, in jedem der fünf Spiele ihres Teams eingesetzt und schied mit der Mannschaft im Viertelfinale gegen die Engländerinnen aus.